# 小槻千宣
小槻 千宣（おづき の ちのぶ、生年不詳 - 元亨3年〈1323年〉）は、鎌倉時代の官人。左大史・小槻統良の子。官位は正五位上・左大史。

## 経歴
正安2年（1300年）父の小槻統良が出家しまもなく没するが、千宣は若年であったためか大夫史を継ぐことはできず、大宮流の小槻伊綱が単独で大夫史の地位を占めた。
千宣は主殿頭などを経て、延慶4年（1311年）ごろ左大史に任ぜられて、大夫史は壬生（千宣）・大宮（伊綱）両流による2人体制となる。正和5年（1316年）伊綱が没したため、千宣が官務（左大史上首）となり単独の大夫史となった。文保元年（1317年）正五位上に叙せられ、能登介を兼ねたほか、修理東大寺大仏長官・記録所奉行も務めている。
元応元年（1319年）大宮流の小槻冬直が左大史に任ぜられ、再び大夫史は2人体制となる。元亨2年（1322年）冬直に官務・氏長者の地位を譲り、翌元亨3年（1323年）卒去した。なお、この年に子息の匡遠が大夫史に任ぜられている。

## 官歴
- 時期不詳：正五位下。主殿頭[1]
- 延慶2年（1309年） 9月：参院上北面[1]
- 延慶4年（1311年） 正月3日：見左大史[2]
- 文保元年（1317年） 3月：兼能登介[1]。4月19日：正五位上[3]
- 元応元年（1319年） 10月26日：見修理東大寺大仏長官正五位上行左大史[4]
- 時期不詳：記録所奉行[1]
- 元亨2年（1322年） 12月28日以前：辞左大史[5]
- 元亨3年（1323年） 日付不詳：卒去

## 系譜
『系図纂要』による。
- 父：小槻統良
- 母：倫有の子
- 生母不詳の子女
  - 男子：小槻匡遠
  - 男子：小槻興緒
  - 男子：小槻兼郷